# Distretto di Garmsir
Il distretto di Garmsir è un distretto dell'Afghanistan situato nella provincia dell'Helmand. Nonostante il distretto sia vasto, gli insediamenti si concentrano lungo il corso del fiume Helmand. La popolazione, che conta 74.800 abitanti è al 99% Pashtun e all'1% Baluchi. La capitale del distretto è Garmsir, situata nel settore nordoccidentale del distretto sulla riva orientale del fiume Helmand.
Il distretto è povero; l'agricoltura è la più importante fonte di guadagno, la maggior parte del territorio coltivabile è irrigata.